# Play My Music
Play My Music é a segunda música do filme Camp Rock, cantada pelos Jonas Brothers. A música foi lançada no dia 4 de Maio de 2008. Ela ficou na #20 posição, na Billboard Hot 100.

## Informações da música
Depois que Shane (Joe Jonas) ouve uma música, cantada por Mitchie (Demi Lovato), ele volta a recordar das músicas que gostava de cantar, então escreveu essa, e tocou no Jam da Praia do Camp Rock, junto com seus parceiros de banda do Connect 3. Durante a música ele ficava olhando para Micchie e Tess se encheu de raiva fazendo com que Micchie fala-se a verdade sobre sua mãe.

## Referência
1. ↑  Billboard Hot 100